# Verbén
Verbén (ucraniano: Вербе́нь) es un pueblo de Ucrania, constituido administrativamente como una pedanía del asentamiento de tipo urbano de Demýdivka, en el raión de Dubno de la óblast de Rivne.
En 2001, el pueblo tenía una población de 1141 habitantes.
Se ubica unos 10 km al suroeste de la capital municipal Demýdivka, junto al límite con la óblast de Volinia marcado por el río Styr.

## Historia
Antes de la formación del actual municipio de Demýdivka en 2016, el pueblo era sede de un consejo rural en el raión de Demýdivka. El consejo rural incluía como pedanía a Tovpyzhyn.